# Charles Sprague Sargent

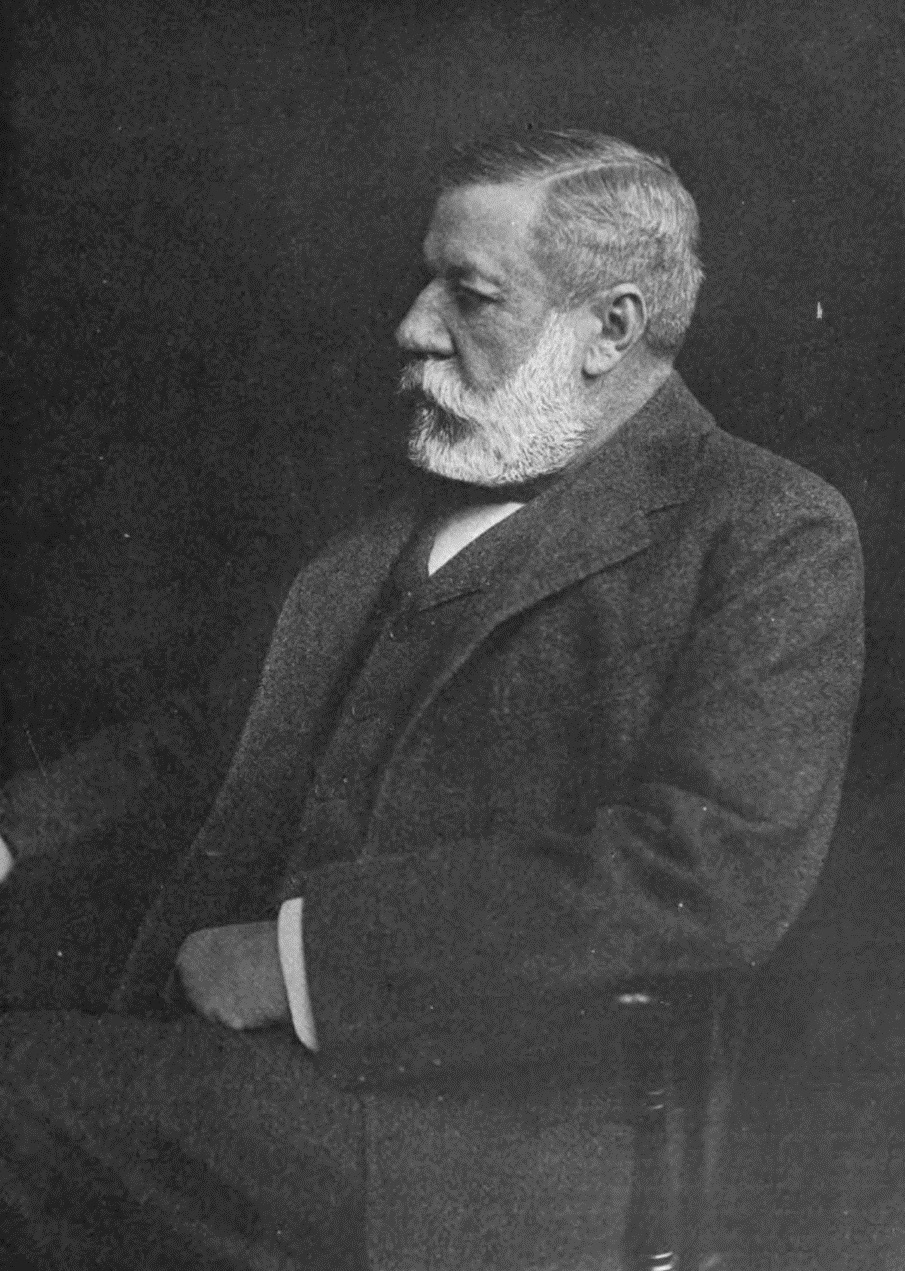
Charles Sprague Sargent

Charles Sprague Sargent (* 24. April 1841 in Boston; † 22. März 1927 ebenda) war ein nordamerikanischer Botaniker, der sich vorrangig mit Dendrologie befasste. Ab 1873 war er der erste Direktor des Bostoner Arnold-Arboretums, das er durch seine Planungen entscheidend mitgestaltete und bis zu seinem Tod mehr als 50 Jahre lang leitete.
Sein offizielles botanisches Autorenkürzel lautet „Sarg.“

## Familie, Jugend und Ausbildung

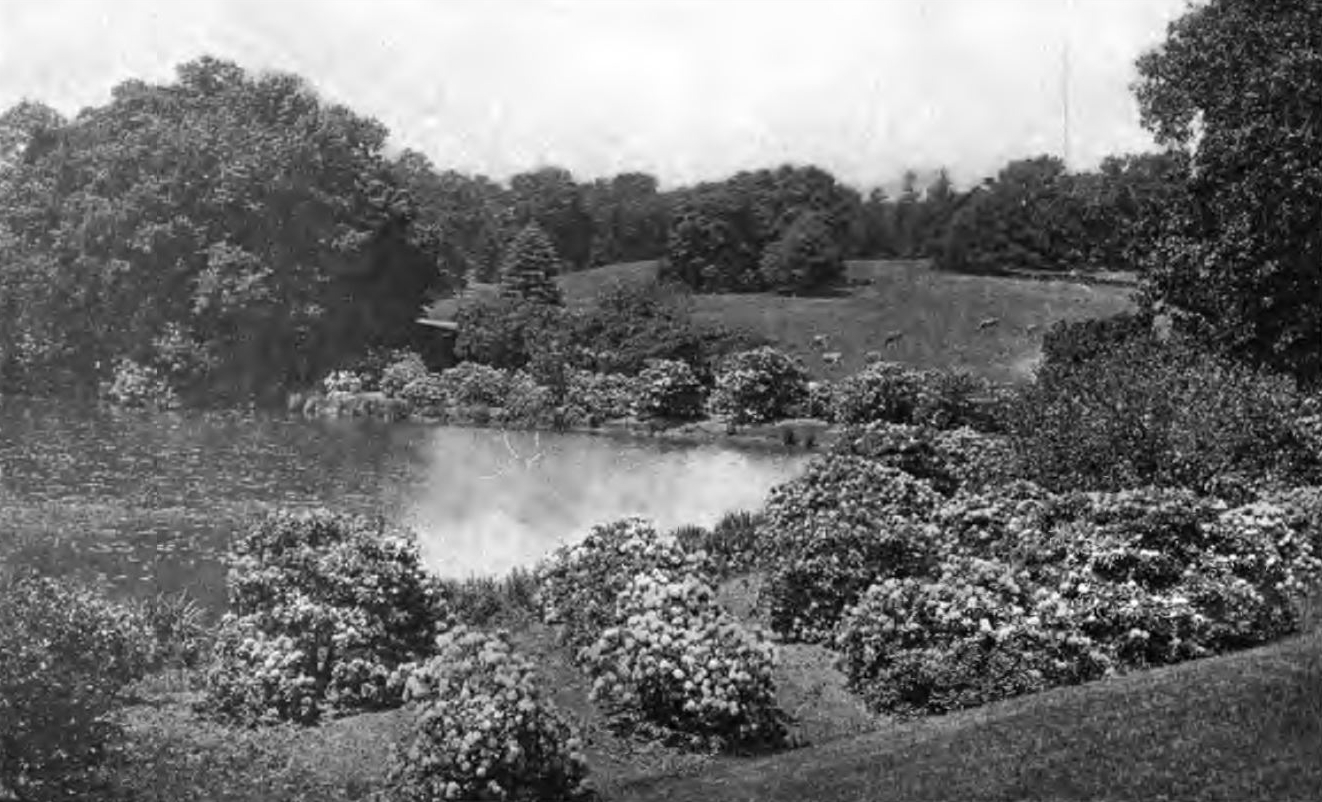
Der Park von Holm Lea, dem Anwesen der Familie Sargent, war bekannt für seine weitläufigen Rhododendron-Anpflanzungen.

Charles Sprague Sargent war das jüngste von drei Kindern des Bostoner Kaufmanns und Bankiers Ignatius Sargent und dessen Frau Henrietta, geborene Gray. Sein Vater war beruflich erfolgreich und vor allem durch geschickte Investitionen beim Bau der Boston & Albany Railroad sehr wohlhabend. Die Familie zählte zur gesellschaftlichen Elite Bostons.
1847 erwarb der Vater ein Sommerhaus in Jamaica Plain, dessen Grundstück er durch stetige Landzukäufe bis 1873 auf 130 Acres (ca. 50 ha) vergrößerte. Ab 1852 lebte die Familie das ganze Jahr über auf dem Anwesen, dem Sargent den Namen „Holm Lea“ gab.
Charles Sprague Sargent besuchte in seiner Kindheit und Jugend Privatschulen und immatrikulierte sich 1858 am Harvard College. 1862 verließ er Harvard mit einem Abschluss in Klassischen Studien und trat anschließend in die Armee ein. Er diente bis zum Ende des Amerikanischen Bürgerkriegs 1865, zuletzt im Rang eines Offiziers der Infanterie (Commissioned Officer).
Anschließend bereiste er drei Jahre Europa, wo er unter anderem auch verschiedene Botanische Gärten besichtigte. 1868 kehrte er nach Boston zurück. Da er zunächst keine besonderen beruflichen Ambitionen hatte, entschloss er sich, die gärtnerische Leitung des väterlichen Anwesens Holm Lea zu übernehmen. Seine gärtnerischen und botanischen Interessen wurden durch seinen Cousin, den Landschaftsgärtner Henry Winthrop Sargent (* 1810; † 1882), und den weitläufig mit der Familie verwandten Eisenbahnunternehmer und Amateurbotaniker Horatio Hollis Hunnewell (* 1810; † 1902) beeinflusst.
1873 heiratete er im Alter von 32 Jahren Mary Allen Robeson (* 1853; † 1919) aus Boston, mit der er fünf Kinder, zwei Söhne und drei Töchter, bekam. Seine Tochter Henrietta heiratete 1898 den Landschaftsarchitekten Guy Lowell (* 1870; † 1927). Sein Sohn Andrew Robeson Sargent (* 1876; † 1918) wurde Landschaftsarchitekt und arbeitete im Unternehmen seines Schwagers.
Charles Sprague Sargent war ein entfernter Cousin des Malers John Singer Sargent.

## Arnold-Arboretum

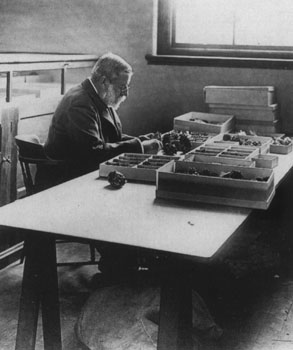
Charles Sprague Sargent bei der Arbeit an seinem Herbarium

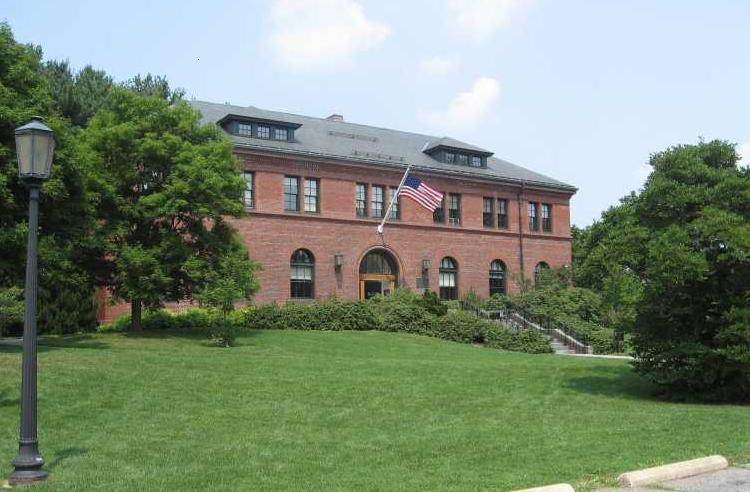
Das Hunnewell-Gebäude, Verwaltungssitz der Arnold-Arboretums

Nachdem Francis Parkman 1872 seine nur ein Jahr dauernde Professur für Gartenbau am Bussey-Institut der Harvard University aus gesundheitlichen Gründen aufgeben musste, wurde Charles Sprague Sargent im Mai 1872 zu seinem Nachfolger ernannt. Parkman besaß ein Anwesen in unmittelbarer Nachbarschaft von Holm Lea und war mit Sargent befreundet, weshalb angenommen wird, dass er seinen jüngeren Nachbarn als seinen Nachfolger empfohlen hatte. Um den Botaniker Asa Gray zu entlasten, mit dessen Professur in Harvard auch die Leitung des Botanischen Gartens in Cambridge verbunden war, wurde Charles Sprague Sargent außerdem als Grays Nachfolger zu dessen Direktor ernannt. Die Leitung des Botanischen Gartens gab er 1879 auf, um sich vollständig seinen Aufgaben beim Arnold-Arboretum widmen zu können.
1872 wurde Charles Sprague Sargent außerdem zunächst zum Kurator, 1873 dann auch zum Direktor des neu gegründeten Arnold-Arboretums der Harvard University ernannt. Zum Zeitpunkt der Ernennung war gerade erst die Fläche ausgewiesen worden, auf der das Arboretum entstehen sollte. Da es noch kein Institutsgebäude gab, wurden Sargent zunächst je ein Büroraum im Bussey-Institut, das sich in unmittelbarer Nähe des geplanten Arboretums befand, sowie im Gebäude Gray Herbarium in Cambridge zur Verfügung gestellt. Sargent nutzte außerdem Dwight House, ein größeres Gebäude auf dem Anwesen seiner Familie Holm Lea, das in der Nähe des zukünftigen Arboretums lag. In Dwight House brachte er zunächst seine Bibliothek und sein Herbarium unter, später auch die Verwaltung des Arboretums. Diese siedelte 1892 in das Hunnewell-Gebäude um, das auf dem Gelände des Arnold-Arboretums errichtet worden war und fortan als dessen Verwaltungssitz diente.
Sargent arbeitete fast ein Jahrzehnt an der Planung und der Anlage des Arboretums. Da es sich um das erste Arboretum in den USA handelte, gab es kein Vorbild, an dem er sich orientieren konnte. Fast 50 Jahre später schrieb Sargent, dass weder das Direktorium der Universität, noch er als der zukünftige Leiter des Arboretums bei der Gründung auch nur eine ungefähre Vorstellung davon hatten, was ein Arboretum eigentlich sein sollte und mit welchem Arbeitsaufwand und finanziellen Aufwendungen dessen Unterhalt verbunden war. Da die Kosten der Anlage das von seinem Stifter Arnold zur Verfügung gestellte Vermögen weit überstiegen, musste Sargent selber weitere Sponsoren und Geldgeber finden, um das Arboretum finanzieren zu können. Seine guten Kontakte zu zahlreichen wohlhabenden Bostoner Familien waren ihm dabei eine große Hilfe.
Das für das Arboretum zur Verfügung gestellte Gelände war durch Überweidung und Verwilderung geschädigt und musste teilweise aufwendig rekultiviert werden. Ab 1878 arbeitete Sargent mit dem Landschaftsarchitekten Frederick Law Olmsted zusammen, der ein Wegesystem mit einem Plan von ausgewiesenen Arealen für bestimmte Pflanzenfamilien und -gattungen für das Arboretum entwarf. Die Anordnung der Pflanzen nach taxonomischen Gesichtspunkten basierte dabei auf der botanischen Klassifikation nach George Bentham und Hooker.
Sargent erreichte durch Verhandlungen mit der Stadt Boston, dass diese 1882 einen Vertrag mit der Harvard University schloss, mit dem die Stadt der Universität das Land abkaufte, auf dem das Arboretum entstand, wodurch es der Bostoner Parkverwaltung unterstellt wurde. Die Harvard-Universität pachtete im Gegenzug das Gelände für eine symbolische Summe von einem Dollar pro Jahr und für eine Zeitdauer von 1.000 Jahren. Die Stadt Boston erklärte sich in dem Vertrag bereit, für den Unterhalt der Begrenzungsmauer, der Tore und des Wegesystems aufzukommen und eine polizeiliche Überwachung zur Verfügung zu stellen. Der Verwaltung des Arboretums wurde völlige Autonomie bei Entscheidungen die Pflanzensammlung betreffend und bei der Verwaltung der Gebäude zugesichert. Sie verpflichtete sich dafür dazu, das Arboretum bei freiem Eintritt und über das gesamte Jahr über der Öffentlichkeit zugänglich zu machen.
Nach dem erfolgreichen Abschluss dieses Vertrages widmete sich Charles Sprague Sargent vor allem der Erweiterung der Pflanzensammlung und der baulichen Ausstattung des Arboretums. Für die Erstellung, die Ausstattung und den Erhalt der Gebäude wurde schließlich ein separater Fonds eingerichtet.
Charles Sprague Sargent arbeitete bis zu seinem Tod im Jahr 1927 als Direktor des Arboretums. Im Laufe seines Dienstzeit setzte er sich erfolgreich dafür ein, die Fläche des Geländes zu vergrößern, das zum Zeitpunkt seines Todes das Achtfache der ursprünglich zur Verfügung gestellten Fläche umfasste. Das Arboretum beherbergte zu diesem Zeitpunkt über 6.500 benannte und ausgeschilderte Gehölzarten aus 339 Gattungen. Die von ihm begründete Bibliothek des Arboretums umfasste 1927 mehr als 40.000 Publikationen über Gehölzpflanzen, von denen Sargent über 6.000 Bände aus seinem persönlichen Besitz gestiftet hatte. Heute enthält sie über 100.000 Publikationen.

## Einsatz für den Waldschutz

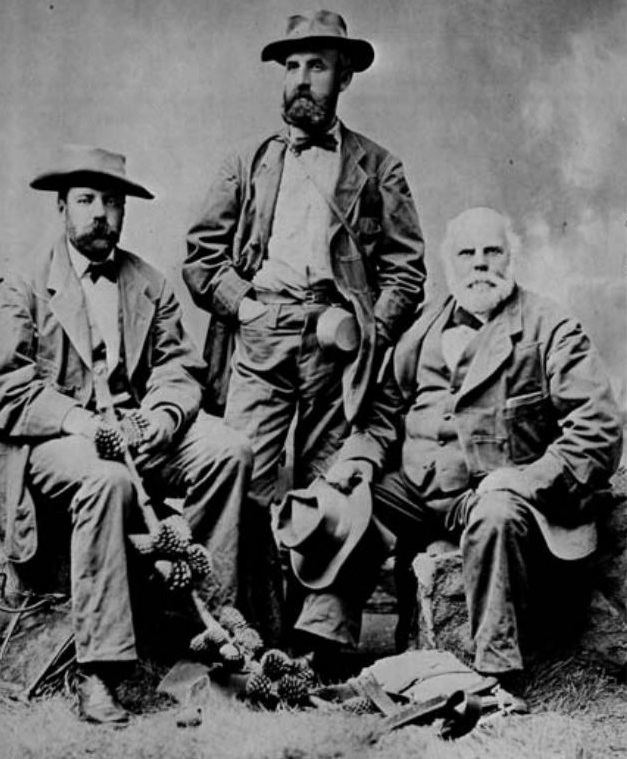
Charles Sprague Sargent (links) zusammen mit Francis Skinner und George Engelmann auf einer Expedition anlässlich des zehnten US Forestry Census, 1880 in Californien

Der hohe Bedarf an Bau- und Brennholz führte dazu, dass die Forstabteilung des Landwirtschaftsministeriums der USA Anfang der 1880er-Jahre eine Erhebung über den Zustand der amerikanischen Wälder durchführen ließ. Sargent erhielt den Auftrag, diesen zehnten Wald-Census der USA zu koordinieren. In dieser Funktion arbeitete mit mehreren Wissenschaftlern zusammen, die die Erhebungen der verschiedenen Waldregionen durchführten. Darunter waren unter anderem die Botaniker Sereno Watson und Cyrus Guernsey Pringle (1838–1911) sowie der Pharmakologe Charles Theodore Mohr.
Die Arbeit an dieser Walderhebung, in deren Rahmen er auch ausgedehnte botanische Exkursionen in verschiedene Waldregionen unternahm, nutzte er, um die Botanik der nordamerikanischen Wälder zu studieren und besser kennen zu lernen. Bei dieser Gelegenheit sammelte er Stämme verschiedener Bäume als Exponate für das American Museum of Natural History, die durch von seiner Frau angefertigte botanische Illustrationen ergänzt wurden. Außerdem begann er bei dieser Gelegenheit ein Herbar anzulegen, das die Grundlage des Herbars des Arnold-Arboretum wurde, welches bei seinem Tod schließlich ca. 200.000 Muster von Gehölzpflanzen umfasste.
Sein 1884 erschienener umfangreicher Abschlussbericht der Erhebung, der Report on the Forests of North America, stellt Charles Sprague Sargents erste größere Veröffentlichung auf dem Gebiet der Forstbotanik dar. Dieser erhielt neben den Untersuchungen zur Walddichte und -zusammensetzung der verschiedenen Regionen der USA auch statistische Angaben zur holzverarbeitenden Industrie sowie zum Wert der verschiedenen Bäume für die unterschiedlichen Nutzungsarten. Auf Basis von Sargents Abschlussbericht erarbeitete das Ministerium eine nationale Strategie zur nachhaltigen Nutzung und Erhaltung der Wälder und ihrer Ressourcen.
Sargent nahm später an weiteren Erhebungen im Auftrag der Regierung teil, so dem Northern Pacific Transcontinental Survey of Northwest forests (1882–1883) sowie am Adirondack forestland for New York State. 1884 war er Vorsitzender der New Yorker Kommission zur Errichtung des Adirondack Park und Catskill Park und 1896 des Komitees der National Academy of Science für die Erarbeitung einer föderalen Verordnung zum Schutz der Wälder. 1897 engagierte er sich in einer Kommission des Kongresses unter Präsident Grover Cleveland für die Ausweisung weiterer Waldreservate in den USA, war allerdings durch die politischen Debatten und die Schwerfälligkeit der Gesetzgebung so enttäuscht, dass er sich schließlich von seinem Engagement für den staatlichen Waldschutz zurückzog, obwohl ihm der Schutz der Wälder ein wichtiges Anliegen war.

## Ehrungen

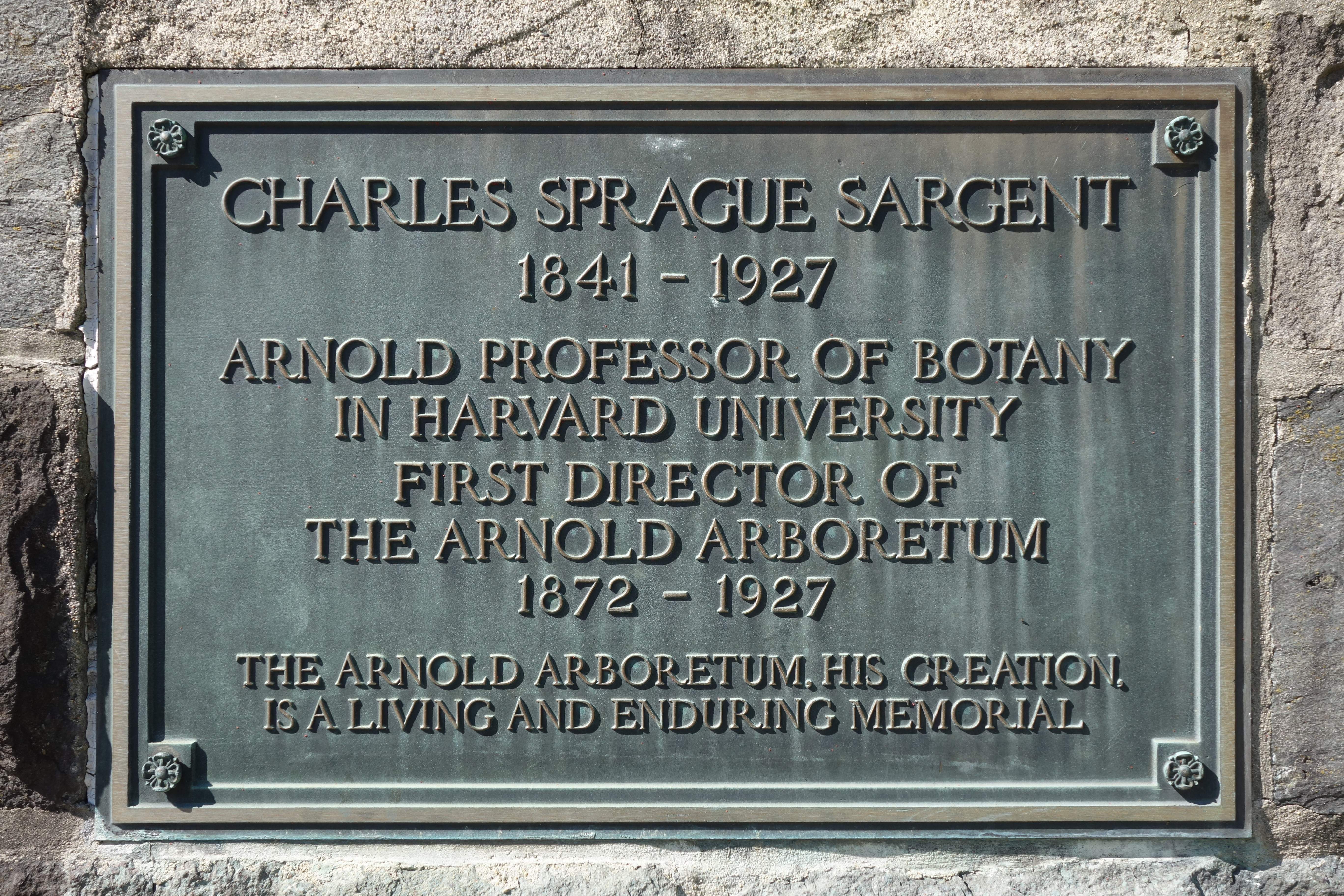
Gedenktafel für Charles Sprague Sargent im Arnold-Arboretum

Der Botaniker Sereno Watson benannte Charles Sprague Sargent zu Ehren die Pflanzengattung Sargentia aus der Familie der Rautengewächse (Rutaceae). Sein enger Mitarbeiter im Arboretum, der Botaniker Alfred Rehder, und der Pflanzenjäger Ernest Henry Wilson benannten die Gattung Sargentodoxa aus der Familie der Fingerfruchtgewächse (Lardizabalaceae) nach ihm. Der deutsche Dendrologe Bernhard Adalbert Emil Koehne benannte die Prunus-Untergruppe Sargentiella nach ihm.
Ebenso ist die von 1942 bis 1949 erschienene Zeitschrift „Sargentia“ nach ihm benannt.
Im Alter von 60 Jahren verlieh ihm die Harvard University die Ehrendoktorwürde eines Doktors der Rechte.
Charles Sprague Sargent wurde von zahlreichen nationalen und ausländischen wissenschaftlichen Vereinigungen für seine Verdienste im Bereich der Botanik, insbesondere der Dendrologie, geehrt:
- 1878 wurde er in die American Academy of Arts and Sciences gewählt
- 1893 verlieh ihm die Société d'Agriculture de France eine Medaille
- 1895 wurde er zum Mitglied der National Academy of Sciences gewählt
- 1896 erhielt er die Veitch Memorial Medal der Royal Horticultural Society
- 1910 wurde ihm eine Medaille der Massachusetts Horticultural Society verliehen
- 1920 verlieh ihm der Garden Club of America eine Medaille
- 1923 verlieh ihm die American Genetic Association eine Medaille
- 1924 wurde ihm der Loder Rhododendron Cup der Royal Horticultural Society verliehen

Sargent war 25 Jahre lang Präsident der Massachusetts Gesellschaft für Landwirtschaft sowie Vizepräsident der Gartenbaulichen Gesellschaft von Massachusetts. Er engagierte sich im Vorstand des Bostoner Museums of Fine Arts sowie der Brookline Library.
Im Arnold-Arboretum erinnert eine Gedenktafel an ihn.

## Werke

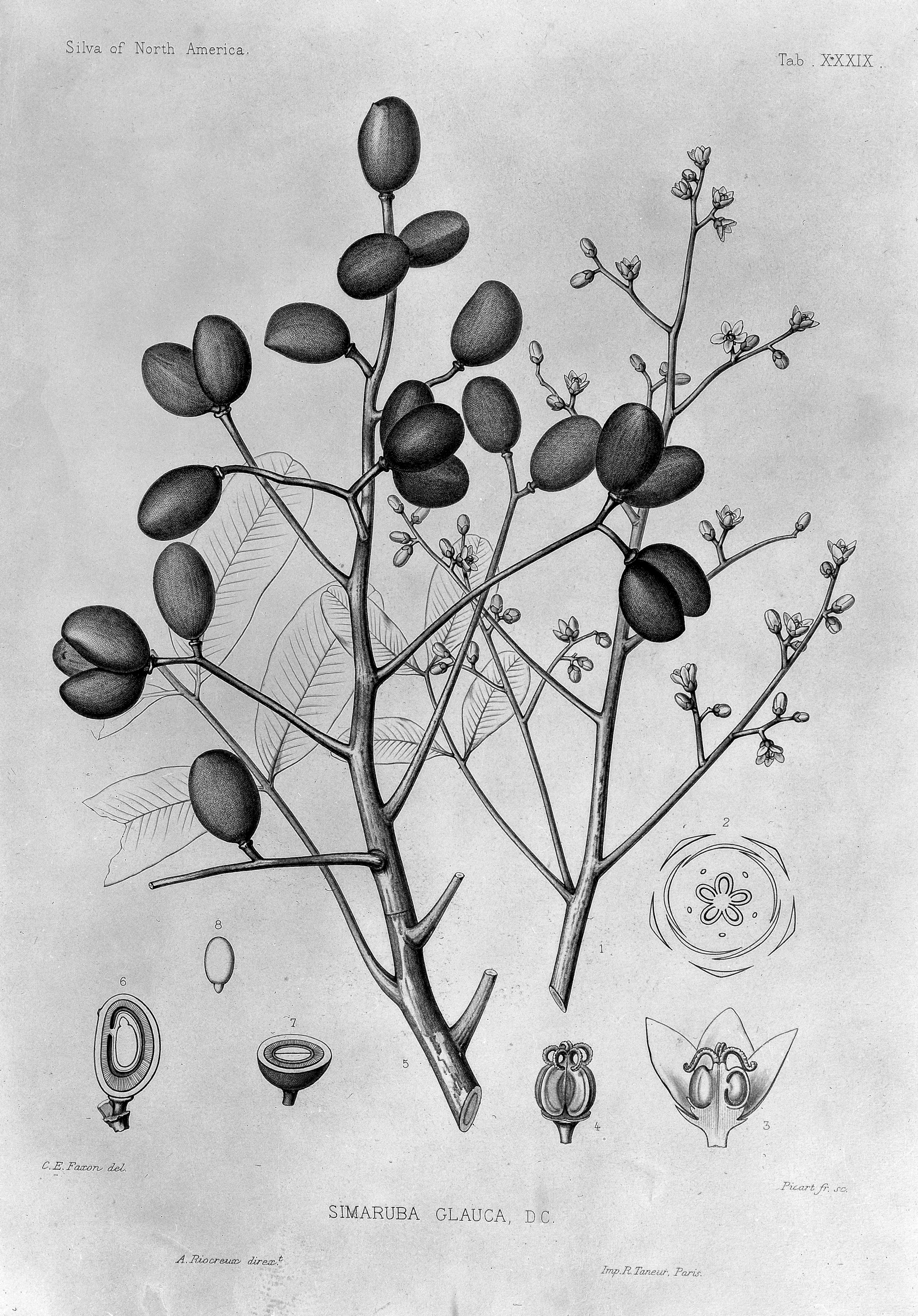
Simaruba glauca, Illustration von C. E. Faxon aus The silva of North America

Von 1888 bis 1897 war Charles Sprague Sargent Herausgeber der wöchentlich erscheinenden Zeitschrift „Garden and Forest“, die forstliche Themen einer breiten Öffentlichkeit nahe brachte.
Bereits 1874 veröffentlichte er einen umfassenden Katalog der im Arboretum kultivierten Gehölze, der auch eine Liste der dort weiter vermehrten Pflanzen enthielt. Zum Zeitpunkt seines Todes arbeitete er wieder an einem Katalog der im Arboretum kultivierten Gehölze, den er aber nicht mehr fertig stellen konnte.
An seinem Hauptwerk, der zwischen 1891 und 1902 in 14 Bänden erschienenen Silva of North America, arbeitete er 21 Jahre lang und bereiste dafür zahlreiche Regionen Amerikas. Dabei arbeitete er mit dem botanischen Illustrator Charles Edward Faxon zusammen, der auch Illustrationen für mehrere weitere seiner Werke anfertigte. Die Silva of North America war das erste umfassende botanische Werk zur Dendrologie Amerikas seit dem mehr als 70 Jahre zuvor veröffentlichten Werk The North American Sylva. von François André Michaux. Der Naturforscher und Geologe John Muir, den mit Sargent eine enge Freundschaft verband, lobte das Werk nach dem Erscheinen des letzten Bandes in einer im Atlantic Monthly veröffentlichten Rezession:

„I have read it through twice, as if it were a novel, and wished it were longer.“

„Ich habe es gleich zweimal durchgelesen, als wenn es ein Roman wäre, und ich habe mir gewünscht, dass es länger wäre.“

### Publikationen
- A few suggestions on tree-planting. Boston 1876, doi:10.5962/bhl.title.35249
- A catalogue of the forest trees of North America. Washington 1880, doi:10.5962/bhl.title.46879
- Report on the forests of North America. Washington 1884 doi:10.5962/bhl.title.45220, doi:10.5962/bhl.title.22935, doi:10.5962/bhl.title.25902, doi:10.5962/bhl.title.39766
- The woods of the United States. Appleton, New York 1885 doi:10.5962/bhl.title.28215, doi:10.5962/bhl.title.44318
- Protection of the forests of the Commonwealth. Boston 1886, doi:10.5962/bhl.title.34823
- The silva of North America:a description of the trees which grow naturally in North America exclusive of Mexico. Houghton, Mifflin and company, Boston, New York 1891–1902 (14 Bände) doi:10.5962/bhl.title.14668
- Forest flora of Japan. Notes on the forest flora of Japan. 1894 doi:10.5962/bhl.title.18131, doi:10.5962/bhl.title.18184, doi:10.5962/bhl.title.54499
- mit A. Des Cars: A treatise on pruning forest and ornamental trees. Boston 1900, doi:10.5962/bhl.title.29729, doi:10.5962/bhl.title.35300
- Trees and shrubs. Illustrations of new or little known ligneous plants, prepared chiefly from material at the Arnold Arboreum of Harvard University. Boston 1905–1913, doi:10.5962/bhl.title.60428
- Manual of the trees of North America. Houghton, Boston 1905 doi:10.5962/bhl.title.30439, doi:10.5962/bhl.title.3586
  - 2. Auflage, 1922 doi:10.5962/bhl.title.30438
  - 3., überarbeitete Auflage 1926
- The trees of Commonwealth Avenue, Boston. Selbstverlag, 1909 doi:10.5962/bhl.title.37279
- mit Alfred Rehder: The Bradley bibliography. Riverside Press, Cambridge 1911–1918, doi:10.5962/bhl.title.50453
- mit Ernest Henry Wilson: A naturalist in western China, with vasculum, camera, and gun. Methuen & co., London 1913 doi:10.5962/bhl.title.12039
- mit Ernest Henry Wilson: Plantae Wilsonianae :an enumeration of the woody plants collected in western China for the Arnold arboretum of Harvard university during the years 1907, 1908, and 1910. The University press, Cambridge 1913–1917 doi:10.5962/bhl.title.191, doi:10.5962/bhl.title.20285, doi:10.5962/bhl.title.33536
- Catalogue of the library of the Arnold Arboretum of Harvard University. Cosmos Press, Cambridge 1914–1933 doi:10.5962/bhl.title.13657
- The trees at Mount Vernon. Washington 1917, doi:10.5962/bhl.title.32349
- The first fifty years of the Arnold Arboretum. Cambridge 1922, doi:10.5962/bhl.title.28598